# Шаповалов, Павел Евгеньевич
Па́вел Евге́ньевич Шапова́лов (род. 10 октября 1975) — российский легкоатлет, специалист по бегу на средние и длинные дистанции. Выступал на профессиональном уровне в 1999—2011 годах, чемпион России в дисциплинах 5000 и 10 000 метров, 3000 метров в помещении, участник ряда крупных международных стартов, в том числе чемпионата Европы в Барселоне и чемпионата мира по кроссу в Брюсселе. Представлял Хабаровский край. Мастер спорта России международного класса. Тренер по лёгкой атлетике.

## Биография
Павел Шаповалов родился 10 октября 1975 года.
Занимался лёгкой атлетикой в Комсомольске-на-Амуре, в разное время проходил подготовку под руководством тренеров А. В. Цыплакова, Ю. С. Куканова, А. П. Буторина.
Впервые заявил о себе в сезоне 1999 года, когда на соревнованиях во Владивостоке одержал победу в беге на 800 и 1500 метров. Участвовал в зимнем чемпионате России в Москве и летнем чемпионате России в Туле.
В 2003 году выиграл бронзовую медаль в дисциплине 4 км на весеннем чемпионате России по кроссу в Кисловодске.
В 2004 году был лучшим в беге на 3000 метров на зимнем чемпионате России в Москве, занял 86-е место на чемпионате мира по кроссу в Брюсселе, получил серебро в беге на 5000 метров на летнем чемпионате России в Туле.
В 2005 году в дисциплине 3000 метров стал серебряным призёром на зимнем чемпионате России в Волгограде, финишировал пятым на чемпионате Европы в помещении в Мадриде. На летнем чемпионате России в Туле превзошёл всех соперников на дистанции 5000 метров и завоевал золотую награду.
В 2006 году в беге на 3000 метров стал пятым на Кубке Европы в помещении в Льевене, в беге на 10 000 метров выиграл серебряную медаль на чемпионате России в Туле.
В 2008 году в дисциплине 3000 метров взял бронзу на зимнем чемпионате России в Москве.
В 2010 году победил на чемпионате России по бегу на 10 000 метров, прошедшем в рамках Мемориала братьев Знаменских в Жуковском. Благодаря этой победе удостоился права защищать честь страны на чемпионате Европы в Барселоне — здесь показал результат 29:50.02, расположившись в итоговом протоколе соревнований на 18-й строке.
В 2011 году на чемпионате России по бегу на 10 000 метров, прошедшем в рамках Мемориала братьев Знаменских в Жуковском стал бронзовым призёром. На чемпионате России в Саранске занял четвёртое место в беге на 5000 метров и на этом завершил спортивную карьеру.
За выдающиеся спортивные достижения удостоен почётного звания «Мастер спорта России международного класса».
Впоследствии вместе с женой Анной Владимировной Шаповаловой работал тренером в Детско-юношеской спортивной школе № 1 в Комсомольске-на-Амуре. Сын Георгий так же занимается лёгкой атлетикой.